# Борщівка Перша
Борщі́вка Пе́рша —  село в Україні, у Рівненському районі Рівненської області. Населення становить 101 осіб.

## Населення
Згідно з переписом УРСР 1989 року чисельність наявного населення села становила 168 осіб, з яких 80 чоловіків та 88 жінок.
За переписом населення України 2001 року в селі мешкала 141 особа. 100 % населення вказало своєю рідною мовою українську мову.